# Ilex ningdeensis
Ilex ningdeensis är en järneksväxtart som beskrevs av Chang Jiang Tseng. Ilex ningdeensis ingår i släktet järnekar, och familjen järneksväxter. Inga underarter finns listade i Catalogue of Life.